# 長蝸牛屬
長蝸牛屬（学名：Dolicheulota）是柄眼目堅齒螺科的一個屬。
長蝸牛屬舊屬扁蜗牛科，今屬堅齒螺科巴蝸牛亞科的盾蝸牛族。

## 型態描述
殼中大型、右旋，呈長橢圓形、高錐狀，殼表具有明顯的生長紋，並具有螺旋紋，殼口略微傾斜，卵圓形，唇緣多於成體後增厚而外翻、反捲，由於軸唇處常將殼臍遮閉，殼臍開孔窄且深。

## 分佈及棲息地
本屬物種只分佈於台湾，主要集中於東北部及南部。树栖型。

## 物種
- 台湾长蜗牛 Dolicheulota formosensis [2]
- 斯文豪长蜗牛 Dolicheulota swinhoei (Pfeiffer, 1865)[3]：亦作斯文豪氏長蝸牛[4]

## 外部連結
- 維基物種上的相關：長蝸牛屬